# Tabanus leveri
Tabanus leveri är en tvåvingeart som beskrevs av M. Josephine Mackerras och Rageau 1958. Tabanus leveri ingår i släktet Tabanus och familjen bromsar. Inga underarter finns listade i Catalogue of Life.